# All I Got (singel)
All I Got – osiemnasty singel oraz utwór niemieckiego DJ-a i producenta – Tomcrafta, wydany w duecie z Eniaciem 21 października 2001 (dokładnie rok po wydaniu przedostatniego singla Silence) w Niemczech przez wytwórnię Kosmo Records (wydanie CD i 12"). Utwór pochodzi z debiutanckiego albumu Tomcrafta – All I Got (jedenasty singel z tej płyty). Na singel składa się tylko utwór tytułowy w pięciu wersjach (CD) i w dwóch wersjach (12").

## Lista utworów

### CD
1. All I Got (TC Radio Mix) (3:48)
2. All I Got (Eniac Radio Mix) (3:57)
3. All I Got (Eniac Vocal Mix) (6:46)
4. All I Got (Original TC 12" Mix) (7:11)
5. All I Got (Eniac Clubmix Non Vox) (6:18)

### 12"
1. All I Got (Eniac Vocal Mix) (6:46)
2. All I Got (Original TC 12" Mix) (7:11)